# Gustavo Luza
Gustavo Luza, né le 11 octobre 1962 à Buenos Aires, est un ancien joueur de tennis professionnel argentin.

## Palmarès

### Titres en double messieurs
| No | Date       | Nom et lieu du tournoi                   | Catégorie    | Dotation  | Surface      | Partenaire         | Finalistes                 | Score         |  |
| -- | ---------- | ---------------------------------------- | ------------ | --------- | ------------ | ------------------ | -------------------------- | ------------- |  |
| 1  | 18-09-1989 | Trofeo Conde de Godó Barcelone           |              | 375 000 $ | Terre (ext.) | Christian Miniussi | Sergio Casal Tomáš Šmíd    | 6-3, 6-3      |  |
| 2  | 05-02-1990 | Chevrolet Classic Guarujá                | World Series | 125 000 $ | Dur (ext.)   | Javier Frana       | Luiz Mattar Cássio Motta   | 7-6, 7-6      |  |
| 3  | 21-05-1990 | Tournoi de tennis de Bologne Bologne     | World Series | 225 000 $ | Terre (ext.) | Udo Riglewski      | Jérôme Potier Jim Pugh     | 7-6, 4-6, 6-1 |  |
| 4  | 29-04-1991 | Trofeo Grupo Zeta Villa de Madrid Madrid | World Series | 450 000 $ | Terre (ext.) | Cássio Motta       | Luiz Mattar Jaime Oncins   | 6-0, 7-5      |  |
| 5  | 14-09-1992 | Cologne Open Cologne                     | World Series | 240 000 $ | Terre (ext.) | Horacio de la Peña | Ronnie Båthman Libor Pimek | 6-7, 6-0, 6-2 |  |

### Finales en double messieurs
| No | Date       | Nom et lieu du tournoi                       | Catégorie | Dotation  | Surface      | Vainqueurs                      | Partenaire             | Score         |  |
| -- | ---------- | -------------------------------------------- | --------- | --------- | ------------ | ------------------------------- | ---------------------- | ------------- |  |
| 1  | 08-09-1986 | Martini Open Genève                          |           | 231 000 $ | Terre (ext.) | Andreas Maurer Jörgen Windahl   | Gustavo Tiberti        | 6-4, 3-6, 6-4 |  |
| 2  | 10-11-1986 | Copa Banco Galicia Buenos Aires              |           | 85 000 $  | Terre (ext.) | Loïc Courteau Horst Skoff       | Gustavo Tiberti        | 3-6, 6-4, 6-3 |  |
| 3  | 19-09-1988 | Geneva Open Genève                           |           | 190 000 $ | Terre (ext.) | Mansour Bahrami Tomáš Šmíd      | Guillermo Pérez Roldán | 6-4, 6-3      |  |
| 4  | 21-08-1989 | Tournoi de tennis de Saint-Marin Saint-Marin |           | 93 400 $  | Terre (ext.) | Simone Colombo Claudio Mezzadri | Pablo Albano           | 6-4, 6-1      |  |